# Franciszek Han
Franciszek Han pseud. Dąb (ur. 5 marca 1904 w Januszowicach, zm. 17 marca 1972 w Sosnowcu) – działacz komunistyczny.
Syn chłopa Marcina, skończył 3 klasy szkoły podstawowej, od 1918 w Sosnowcu, gdzie pracował w piekarni i dokształcał się na kursach, a od 1921 był robotnikiem w betoniarni. Od 1923 działacz Związku Młodzieży Komunistycznej (ZMK), w którym był agitatorem i sekretarzem założonej przez siebie komórki w betoniarni. 1925-1927 odbywał służbę wojskową w 3 pułku ułanów w Tarnowskich Górach. Zwolniony z pracy, później pracował dorywczo. W 1928 wstąpił do KPP, w 1931 działał w Komitecie Bezrobotnych, w 1933 został sekretarzem Komitetu Dzielnicowego (KD) KPP Stary Sosnowiec. Organizował strajki robotników w Sosnowcu, agitował na wielu wiecach, za co był zatrzymywany przez policję. W drugiej połowie 1940 przystąpił do konspiracyjnej grupy "Koło Przyjaciół Związku Radzieckiego", która w 1941 została częścią filii Stowarzyszenia Przyjaciół ZSRR w Zagłębiu Dąbrowskim. Formował komórki wojskowe, I 1942 wraz ze Stowarzyszeniem przystąpił do PPR i został członkiem KD PPR Stary Sosnowiec. Był odpowiedzialny za agitację wojskową, organizował i został dowódcą grup GL, potem AL w dzielnicy Stary Sosnowiec. Kierował akcjami sabotażowymi i dywersyjnymi, a pod koniec okupacji organizował zabezpieczenie zakładów przemysłowych przed zniszczeniem przez uciekających Niemców. Od I do VI 1945 komendant MO w śródmieściu Sosnowca, później majster w betoniarni. Brał aktywny udział w przeprowadzaniu (sfałszowanego) referendum 1946 i (sfałszowanych) wyborów 1947. Od 1948 w PZPR, 1950 skierowany do szkoły dla aktywistów robotniczych w Łodzi, którą skończył w 1952. Później zajmował różne stanowiska w zakładach prefabrykatów budowlanych. Od 1960 na rencie dla zasłużonych. W zbiorze "Wspomnienia peperowców śląskich" wydanym w 1964 w Katowicach zamieścił publikację "Działalność sabotażowa w Sosnowcu". Był odznaczony m.in. Orderem Sztandaru Pracy II klasy i Krzyżem Oficerskim Orderu Odrodzenia Polski.